# 파평 야씨
파평 야씨(坡平夜氏)는 경기도 파주시 파평면를 본관으로 하는 한국의 성씨이다. 시조는 야선조(夜先朝)라는 인물로 1303년 12월에 고려의 대호군으로서 하정사로 원나라에 다녀와 1307년 3월에 좌부승지에 올랐다.

## 참고 자료
- “원평야씨(原平夜氏)”. 뿌리를 찾아서.[깨진 링크(과거 내용 찾기)]